# 다비드 마주즈
다비드 마주즈(프랑스어: David Mazouz, 2001년 2월 19일 ~ )는 미국의 배우이다. 스파라드 유대인 가정에서 태어났다. 2012년 FOX의 드라마 《터치》에서 주인공 자폐아 소년 제이크 역으로 이름을 알렸다. 2014년에는 DC 코믹스 원작의 드라마 《고담》에서 브루스 웨인(훗날의 배트맨) 역으로 부모님을 잃은 소년을 연기하고 있다.

## 출연 작품
- 마이크 앤 몰리(2010)
- 프라이빗 프랙티스(2011)
- 크리미널 마인드(2011)
- 오피스(2011)
- 터치(2012) - 제이크 봄 역
- 고담(2014) - 브루스 웨인 역